# 1670 Minnaert
1670 Minnaert eller 1934 RZ är en asteroid i huvudbältet som upptäcktes den 9 september 1934 av den holländske astronomen Hendrik van Gent i Johannesburg. Den har fått sitt namn efter den belgiske astronomen Marcel Minnaert.
Asteroiden har en diameter på ungefär 21 kilometer.